# Кавателлі

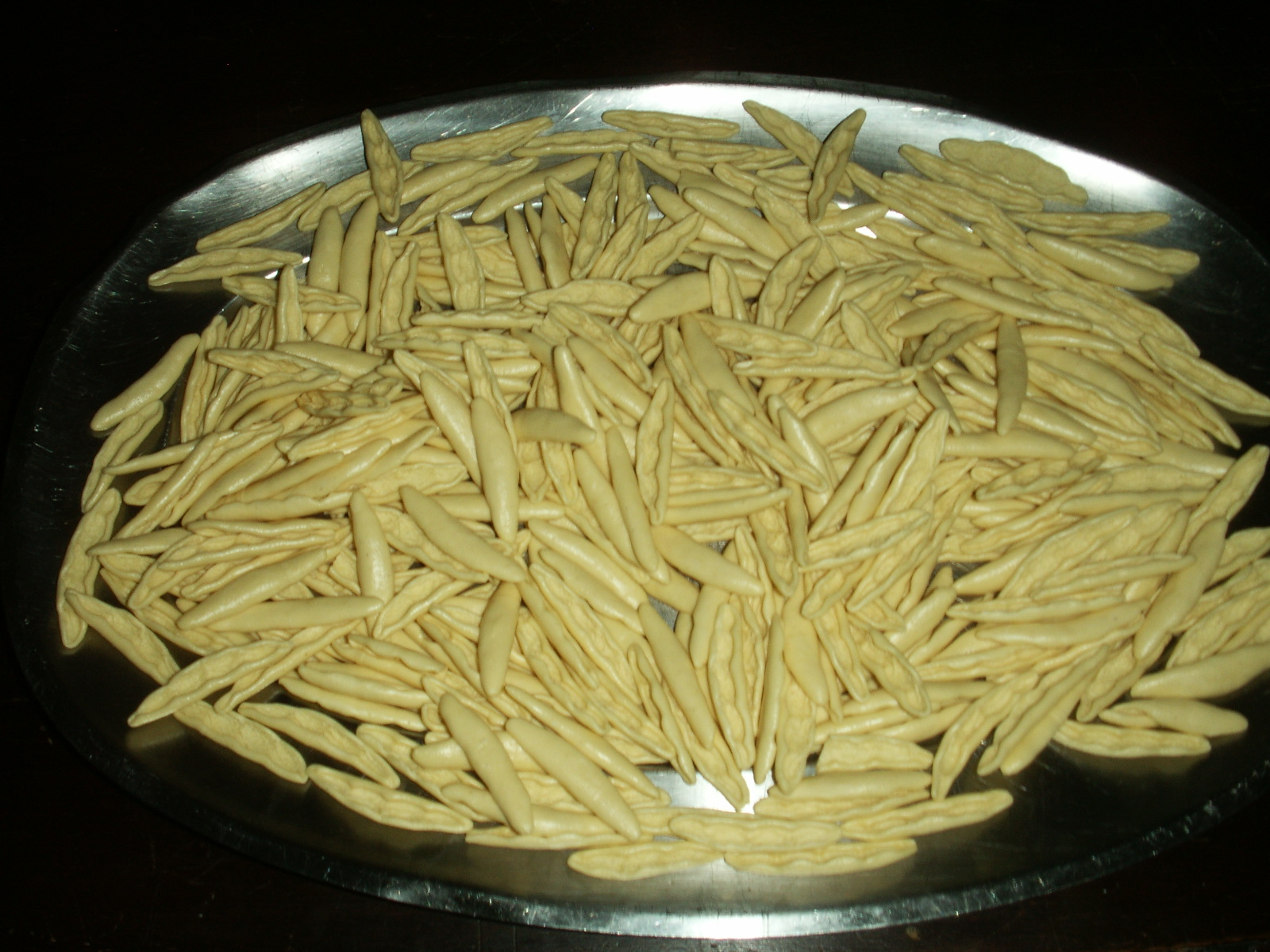
Сухі капунті, різновид кавателлі з Апулії

Кавателлі (італ. Cavatelli, італійською: [kavaˈtɛlli]; буквально «маленькі виїмки» ) — це невеликі макаронні вироби, зроблені з манної крупи або іншого борошняного тіста, які нагадують мініатюрні булочки для хот-догів, зазвичай готуються з часником і брокколі або брокколі рабе, або просто з томатним соусом. Існує варіант з додаванням сира рикота. Ще один варіант з морепродуктами дуже популярний в приморських містах і селах.

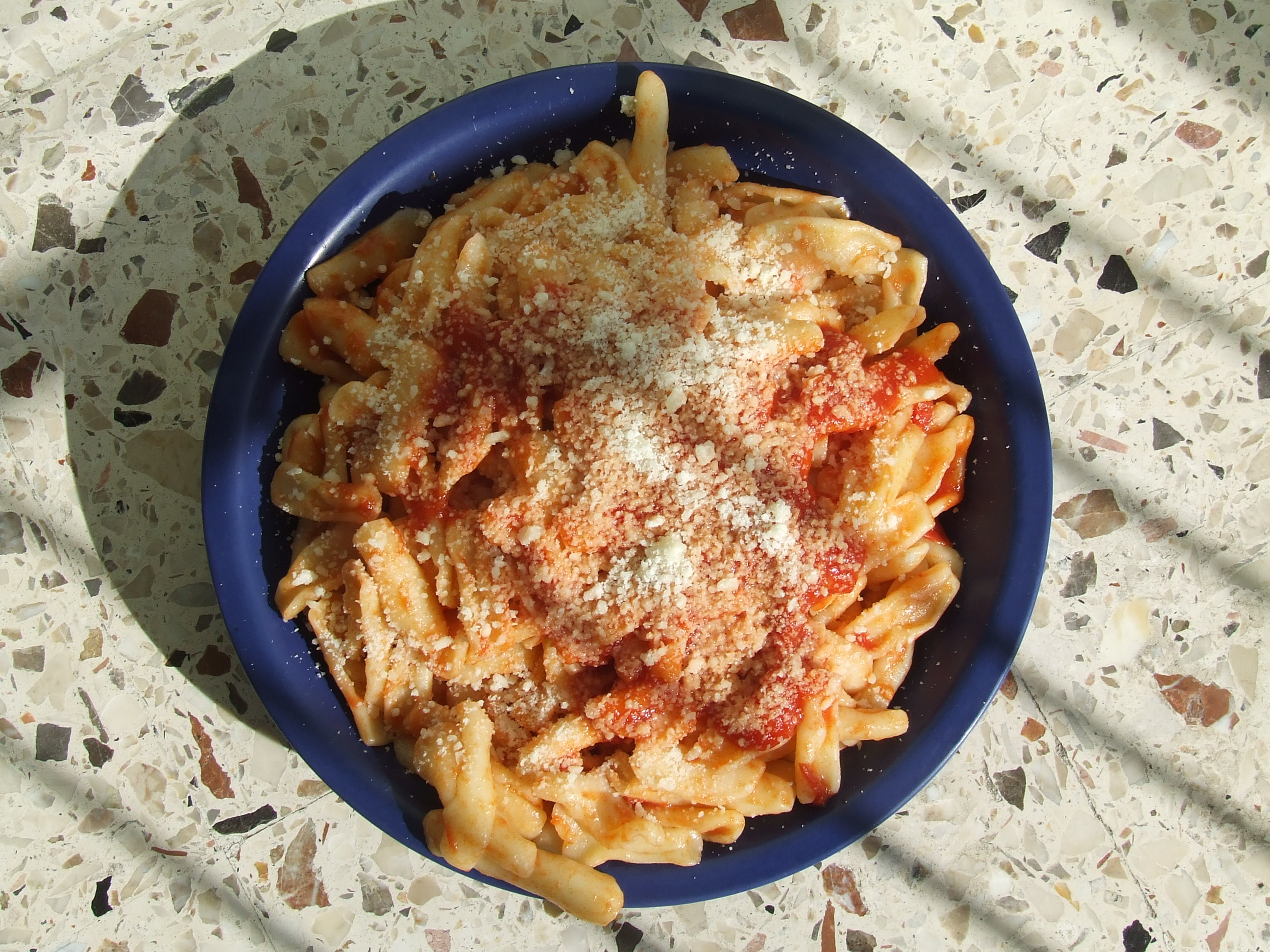
Таріль з кавателлі

## Регіональні назви та сорти
Існує багато різновидів і місцевих назв кавателлі, включаючи orecchie di prete (вуха священика). В Апулії кілька сортів кавателлі мають специфічні назви, включно з pizzicarieddi. Особливий сорт кавателлі характерний для області Теджано в Кампанії, де їх називають parmatieddi (або palmatielli ). Parmatieddi більші за cavatelli та мають плоску форму. Їх отримують розкачуванням тіста трьома пальцями однієї руки, а не одним пальцем, як це робиться для звичайної кавателлі. Parmatieddi зазвичай подають як першу страву у Вербну неділю, тому що їхня форма, схожа на лист дерева, нагадує форму пальмових гілок, які натовп розсипав перед Ісусом, коли він входив до Єрусалиму.

## Дивіться також
- Різновиди пасти